# Zweedse bank
Een Zweedse bank is een bank die meestal wordt gebruikt in een turnzaal. Hierop kan worden gezeten, maar er kunnen ook gymnastiekoefeningen op worden gedaan. De bank is verplaatsbaar, al dan niet door middel van wieltjes. De banken kunnen eventueel vastgemaakt worden aan een klimrek.